# Valādīmeh
Valādīmeh (persiska: ولاديمه, Valūdī, وَلودی) är en ort i Iran.   Den ligger i provinsen Mazandaran, i den norra delen av landet, 220 km öster om huvudstaden Teheran. Valādīmeh ligger 1 023 meter över havet och antalet invånare är 193.
Terrängen runt Valādīmeh är lite bergig. Runt Valādīmeh är det ganska tätbefolkat, med 100 invånare per kvadratkilometer. Närmaste större samhälle är Valāmdeh, 3,3 km sydväst om Valādīmeh. I omgivningarna runt Valādīmeh växer i huvudsak blandskog.